# ألم الأسنان
ألم الأسنان (toothache) يُعرف أيضًا باسم الألم السني (odontalgia) أو (odontalgy)، هو ألم يصيب الأسنان أو التراكيب الداعمة لها  بسبب بعض الأمراض السنية أو الألم الذي قد يصيب الأسنان عن طريق الأمراض غير السنية.
الأسباب المشهورة المسببة لألم الأسنان تتضمن: الالتهابات اللُّبيّة (التهابات في لب السن، والتي تحدث استجابة لتسوس الأسنان، وصدمة الأسنان وعوامل عديدة أخرى)، والحساسية العالية للعاج السني (ألم قصير وحاد، مرتبط عادة مع سطوح الجذور المعرضة والمكشوفة)، والتهابات دواعم السن (التهابات تحدث لرباط دواعم الأسنان، والعظم السنخي حول قمة جذور الأسنان)، وخراجات الأسنان (مجموعات متمركزة من القيح مثل: الخراجات القمية، والخراجات التاجية، وخراجات اللثة)، والتهابات العظم السنخي («السنخ الجاف» من المضاعفات المحتملة لقلع الأسنان، مع خسارة الجلطات الدموية وتكشف العظم)، والتهاب اللثة الناخر الحاد، وأسباب أخرى.
الالتهابات اللُّبيّة قابلة للعكس عندما يكون الألم معتدل أو متوسط ويدوم لفترة بسيطة بعد التنبيه (مثل الأكل البارد والحلويات)، أو متعذرة العكس عندما يكون الألم وخيم، وتلقائي ويستمر لفترة طويلة بعد التنبيه.
إذا تركت الالتهابات اللُّبيّة بدون علاج تصبح متعذرة للعكس، ومن ثم تتطور إلى نخر في اللب (موت اللُّب) ، أو التهابات دواعم الأسنان. الخراجات عادةً تسبب ألم نابض، والخراجات القمية تحدث عادةً بعد نخر اللب، أما الخراجات التاجية فمرتبطة عادةً بالتهابات حوائط تاج سن الحكمة، وبالنسبة لخراجات اللثة فإنها تتجمع لتشكل مرض عادة يسمى اللثة المزمنة. والأقل شيوعًا أن الأسباب غير السنية قد تسبب ألم الأسنان، مثل التهاب الجيوب الأنفية الفكية التي قد تسبب ألم في الأسنان العلوية الخلفية، أو الذبحات الصدرية التي تسبب ألم في الأسنان السفلية.
ألم الأسنان هو أكثر الأنواع شوعًا للألم الوجهي والفموي  ويعتبر حالة طارئة بما أن هناك خطر كبير أثناء النوم، والأكل أو النشاطات اليومية الأخرى. وهو أيضًا واحد من أشهر أسباب تعيينات الأسنان في حالات الطوارئ،  التشخيص السليم لألم الأسنان يكون صعبًا، أما بالنسبة للعلاج فيعتمد على مسبب هذا الألم وممكن أن يكون: حشوة، أو معالجة القناة الجذرية، أو خلع للسن ، أو تصريف للقيح، أو أي علاجات أخرى. وتعتبر عملية التخلص من ألم الأسنان من أهم مسؤوليات طبيب الأسنان  تاريخيًا، ويعتقد أن الطلب على العلاج من ألم في الأسنان قد أدى إلى ظهور جراحة الأسنان كما التخصص الأول من الطب.

## الأسباب

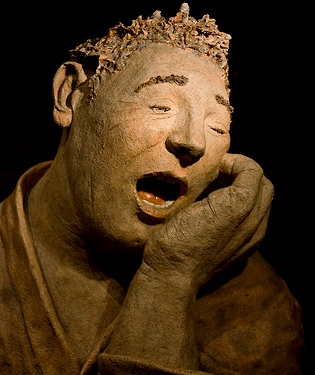
رجل يعاني من ألمٍ في أسنانه.
تمثال منحوت في نافذة مكتب أحد أطباء الأسنان.

وجع الأسنان قد يكون ناجم عن ظروف سنية (مثل تلك التي تنطوي على دواعم السن أو اللب)، أو عن طريق ظروف غير سنية (مثل التهاب الجيوب الأنفية الفكي أو الذبحة الصدرية). هناك العديد من الأسباب غير السنية الممكنة، ولكن الغالبية العظمى من حالات ألم الأسنان هي سنية الأصل.
كل من اللب والرباط اللثة لديها مستقبلات الألم، ولكن اللب يفتقر إلى مستقبلات الحركة ومستقبلات الضغط الميكانيكي.:125–135 ونتيجة لذلك، الألم الناشئ من دواعم السن واللب يميل إلى أن يُحدد موضعه بشكل سيء، في حين أن الألم من رباط اللثة والذيعادة غالبًا ما يكون موضعه محدد بشكل جيد ولكن ليس دائمًا.:125–135
على سبيل المثال، يمكن أن تكشف الأربطة حول الأسنان عن الضغوط التي تمارس عند العض على شيء أصغر من حبة الرمل.:48 عندما يتم تحفيز الأسنان عمدًا، حوالي 33٪ من الناس يستطيعون التعرف بشكل صحيح على السن، وحوالي 20٪ لا يمكنهم تضييق مكان التحفيز إلى مجموعة من ثلاثة أسنان.:31 آخر فرق نموذجي بين اللب وآلام اللثة هو أن هذا الأخير لن يزداد سوءًا من خلال المحفزات الحرارية.:125–135
معظم آلام لب السن تقع في واحدة من الأنواع التالية. لكن هناك أسباب أخرى نادرة (التي لا تتناسب دائمًا بدقة ضمن هذه الفئات) وتشمل الألم الكلفاني وألم سني طيراني.

### الأسباب المتعلقة بالسن
في أغلب الحالات تنجم آلام الأسنان عن مشكلات في السن أو الفك، مثل:
- تسوس الأسنان.
- التهاب اللب (Pulpitis)، عبارة عن التهاب اللب السني وقد يسببه عدة محفزات قد تكون ميكانيكية أو حرارية أو كيميائية أو مهيجات بكتيرية أو نادرا ما تكون تغيرات في الضغط الجوي أو الأشعة المؤيِّنة. وقد يكون هذا قابلاً للعلاج أو غير قابل للعلاج. يمكن التعرف على التهاب اللب غير القابل للعكس (Irreversible pulpitis) من خلال الحساسية والألم المستمر لأكثر من خمس عشرة ثانية، وعلى الرغم من ذلك، قد يوجد استثناء لذلك إذا تم إجراء عملية للسن في وقتٍ قريب. تحتاج الأسنان المصابة بالتهاب اللب غير القابل للعكس إلى معالجة لب الأسنان أو خلع السن.[11]
- هناك حالة خاصة وهي ألم السن الطيراني (barodontalgia)، وهو ألم سني ينجم عن تغييرات في الضغط الجوي، ولا يصاحبه أعراض لكن الأسنان مصابة.[12][13]
- التهاب دواعم السن (Periodontitis).
- ضرس العقل.
- متلازمة السن المتصدع.
- التواج (Pericoronitis).
- التهاب العظم السنخي (Dry socket)، وهي حالة تنشأ بعد خلع سنّ أو أكثر، وبالعادة يحدث الالتهاب كمضاعفات ما بعد خلع الأسنان (لاسيما درس العقل الفكي).
- وتتمثل بعض أسباب ألم الأسنان في المسببات الواضحة مثل السن المتصدع أو الحشو أو التاج أو التسوس السني الناتج عن تناول الطعام الحمضي الحلو الذي يسبب تآكل الحشوات وطبقة الميناء الواقية للسن. ينجم هذا التآكل عن البكتريا الموجودة على الأسنان والتي تحلل السكريات إلى طعام منقى ثم تفرزه في شكل أحماض، تعمل على تآكل مادة الميناء الواقية للأسنان في طريقها، لتسبب التسوس والعدوى وتسبب ألم الأسنان في النهاية.
- تثبيت مشابك الأسنان (Dental braces).

### الأسباب غير السنية
- هناك عدة حالات مختلفة للعصب ثلاثي التوائم (trigeminal nerve) يمكن أن تتوارى وتظهر في صورة ألم أسنان، مثل:
  - الصداع العنقودي.
  - اعتلال الأعصاب المحيطية.
  - ألم العصب ثلاثي التوائم.
  - الهربس النطاقي.
- العلاج بالمواد الكيميائية المسبب لالتهاب الأعصاب.[14]
- ألم الأسنان الذي لايوجد له سبب طبي معروف يُسمّى: ألم الأسنان غير النمطي (Atypical odontalgia)، وهويُعتبر نوع من أنواع ألم الوجه غير النمطي. ويمكن لألم الأسنان غير النمطي أن يسبب أعراضاً غير معتادة، مثل انتقال الألم من سن إلى أخرى مع اختراق الحواجز التشريحية مثل انتقال الألم من سن على اليسار إلى آخر على اليمين.
- الألم الناتج من الذبحة الصدرية أو احتشاء عضلة القلب (النوبة القلبية).

## الخطورة
تتراوح خطورة ألم الأسنان من عدم الارتياح الخفيف إلى الألم الشديد، والذي يمكن المعاناة منه إما بشكلٍ مزمن أو على نحوٍ متفرق. قد تتفاقم خطورة هذا الألم بعض الشيء من خلال المضغ أو بسبب درجة الحرارة الساخنة أو الباردة. الفحص الفموي المكتمل باستخدام الأشعة السينية (إكس) يمكنه المساهمة في اكتشاف السبب. قد يعتبر الألم الحاد حالة طوارئ أسنان.

## معرض صور

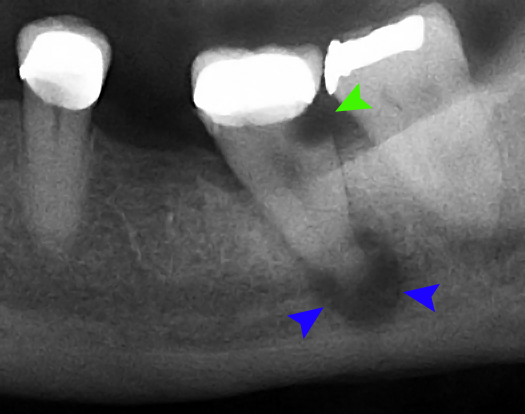
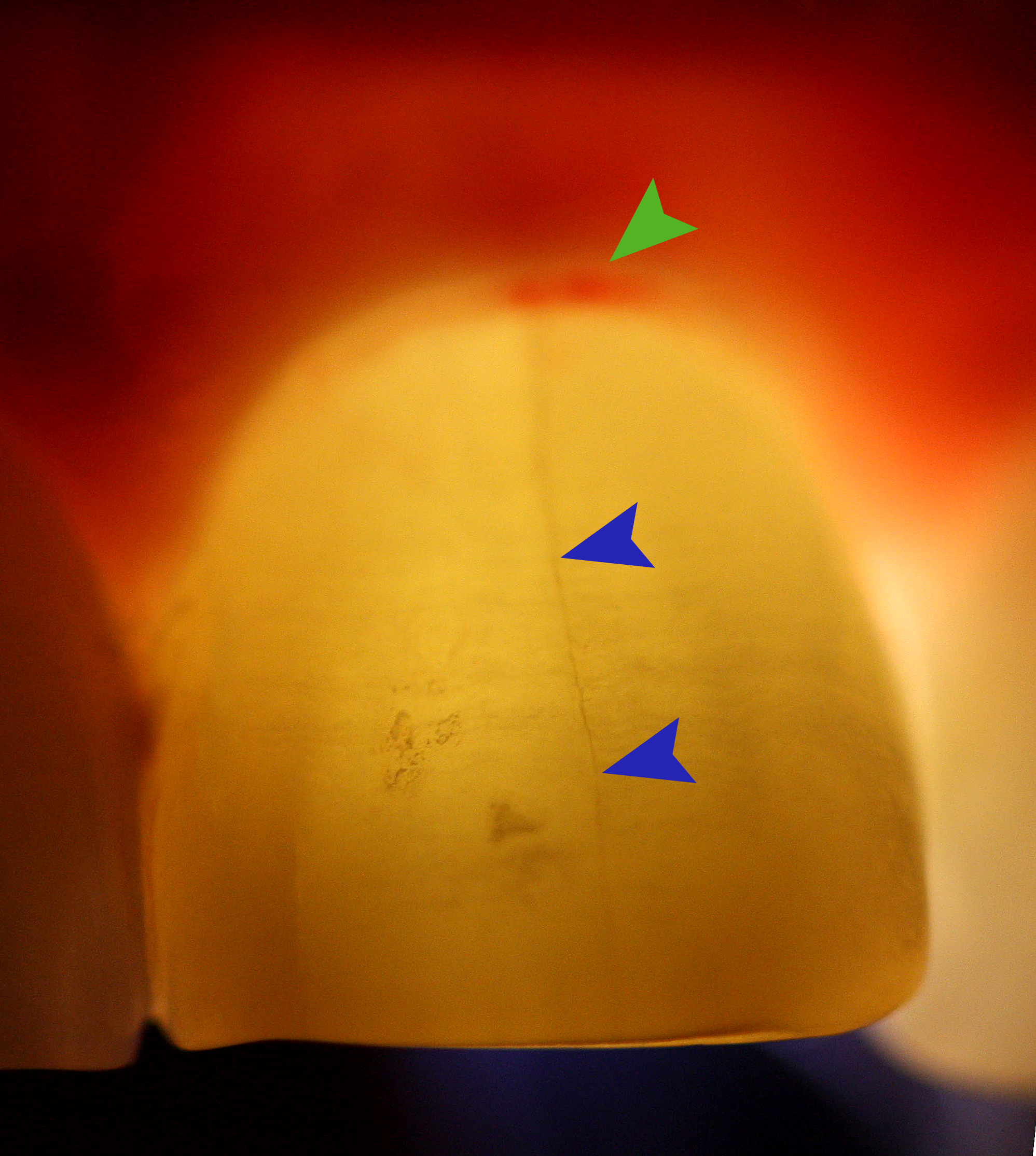
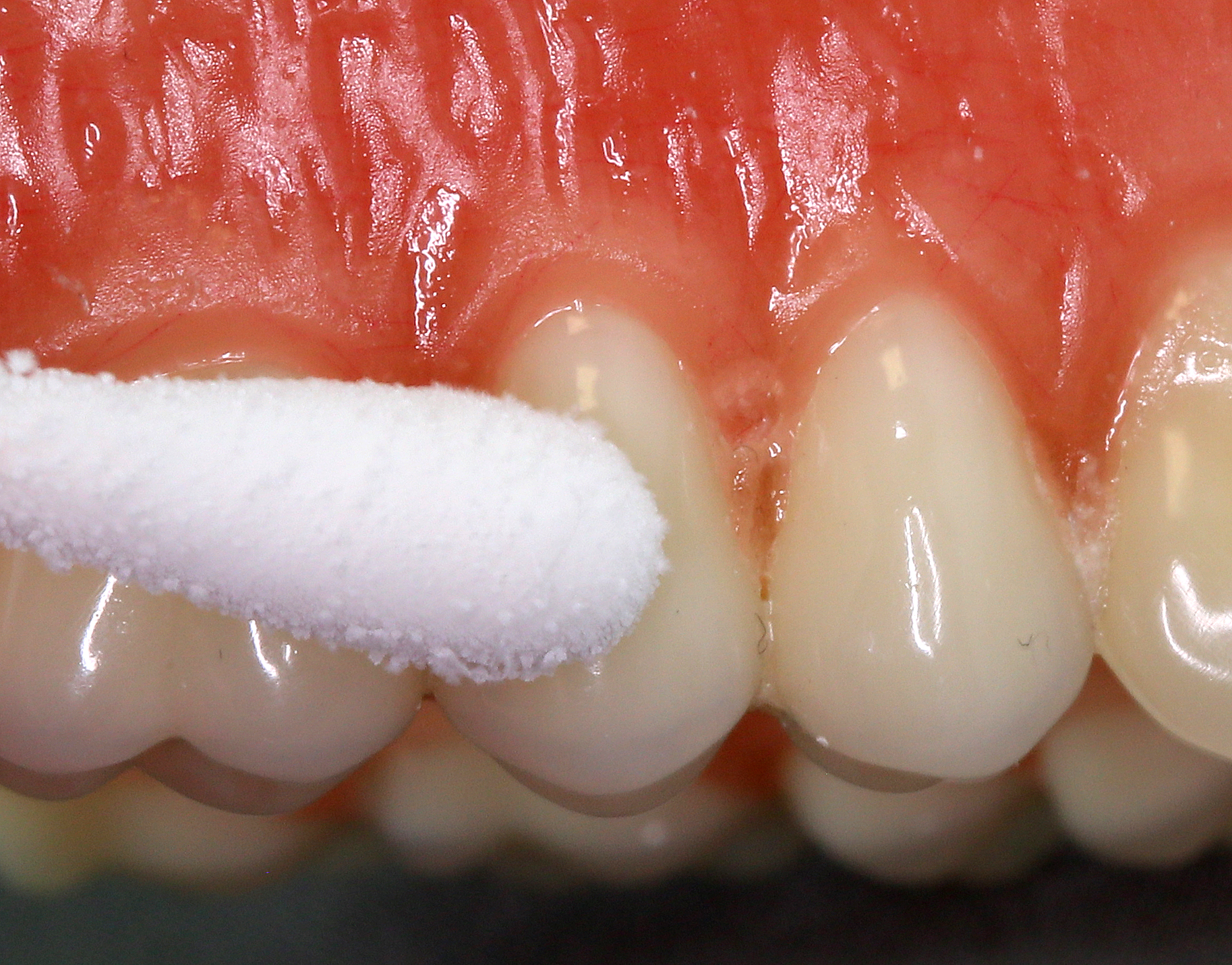
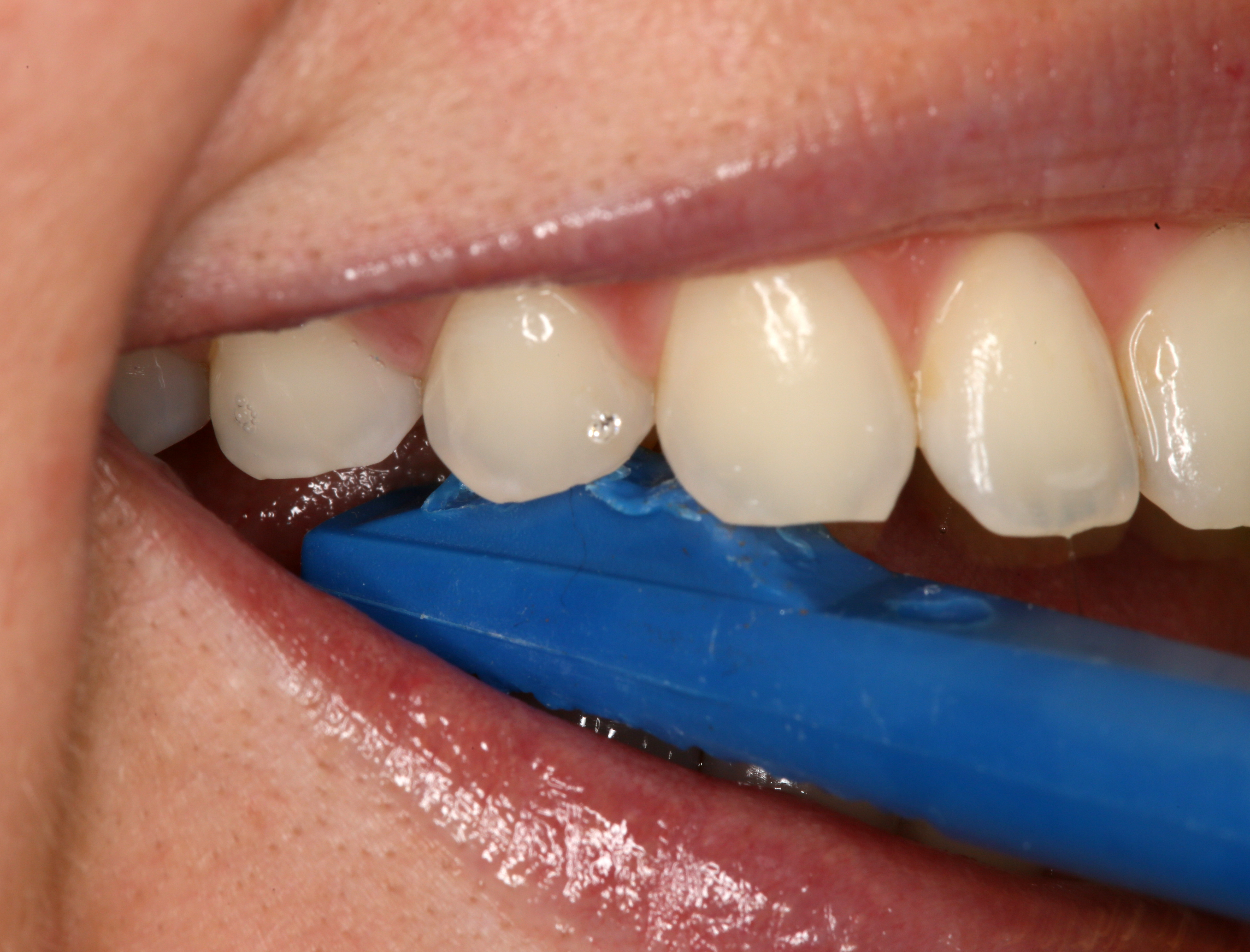
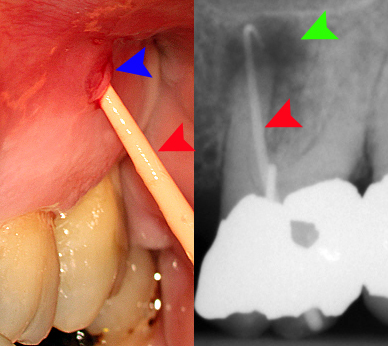